# Сенькагурт
Сенькагу́рт (рос. Сенькагурт) — присілок в Дебьоському районі Удмуртії, Росія.

## Населення
Населення — 20 осіб (2010; 38 в 2002).
Національний склад станом на 2002 рік:
- удмурти — 92 %

## Урбаноніми[3]
- вулиці — Ключова, Ставкова